# 單線半線脂鯉
單線半線脂鯉，為輻鰭魚綱脂鯉目脂鯉亞目脂鯉科的其中一個種，為熱帶淡水魚，分布於南美洲千里達、委內瑞拉及圭亞那等沿岸淡水流域，體長可達5.3公分，棲息池塘、溝渠及溪流，屬肉食性，以小型甲殼類、昆蟲及軟體動物等為食，生活習性不明，可作為觀賞魚。